# Boss (entreprise)
Pour les articles homonymes, voir Boss (homonymie).
Boss est une division de la marque japonaise Roland fondée en 1973. Elle est spécialisée dans la fabrication de pédales d'effet pour instruments de musique.
Certaines pédales sont très connues, comme la DS-1 (pédale de distorsion) ou la CH-1 (pédale de chorus), commercialisées depuis la fin des années 1970. Cependant l'activité s'est diversifiée et ne se limite plus seulement aux pédales à effets, avec notamment la production de loop station, ou encore d'enregistreurs ou studios de poche tel que le Boss Micro BR ainsi que de boîte à rythme tel que la Boss Dr 55.

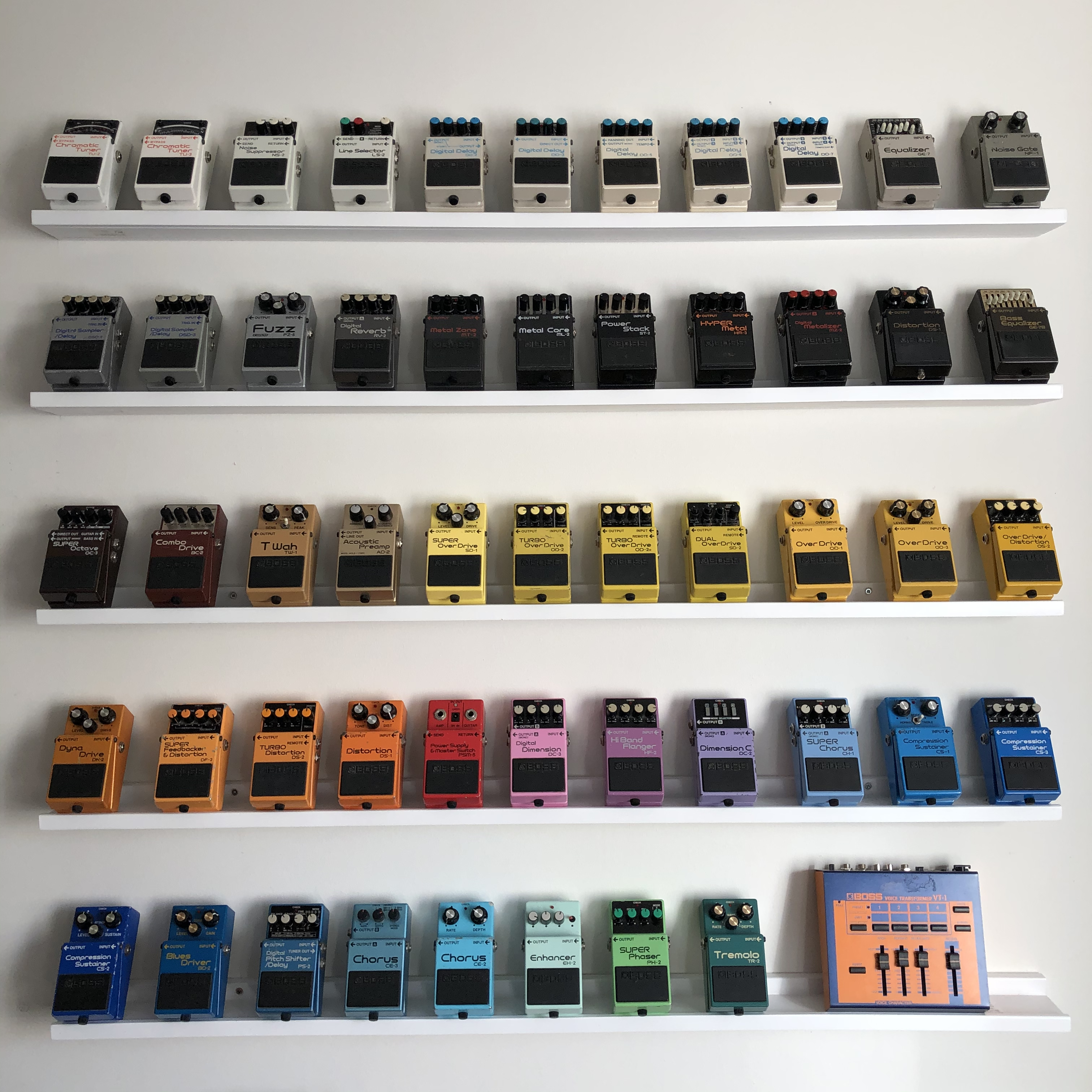
Pédales d'effet Boss
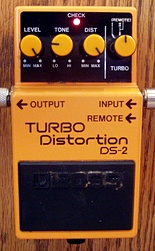
Pédale de distorsion Boss DS-2
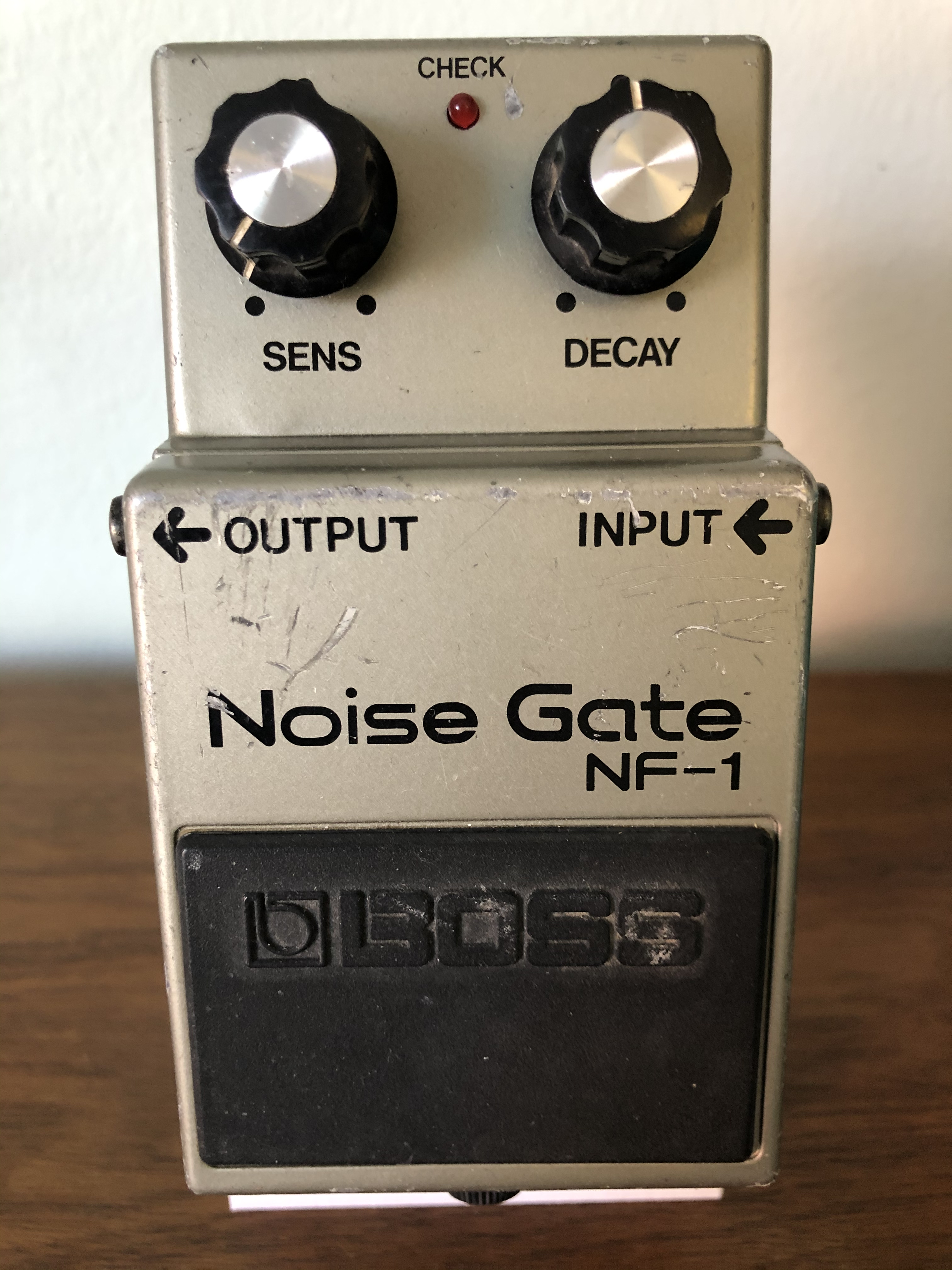
Pédale d'effet Boss NF-1
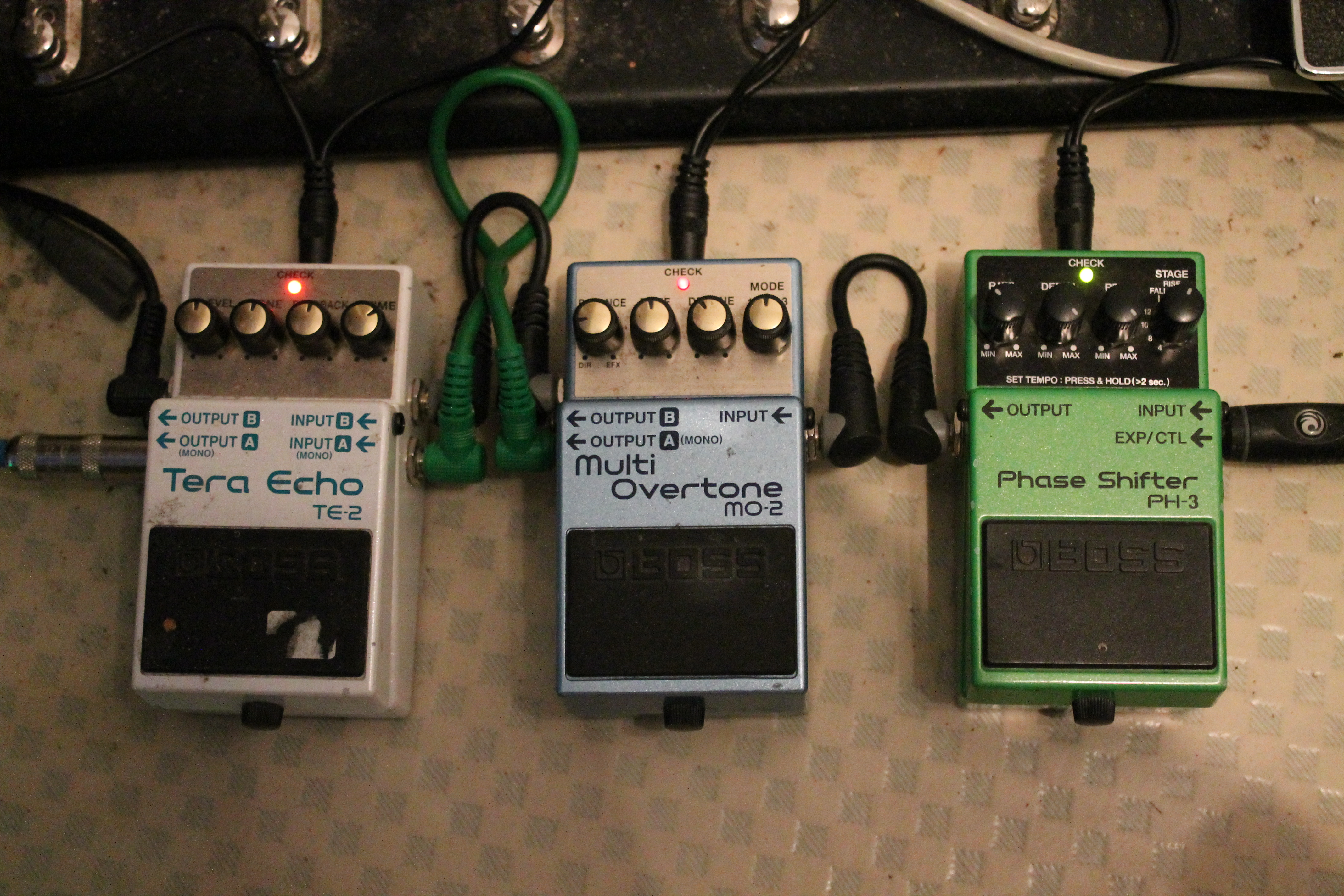
Pédales d'effet Boss
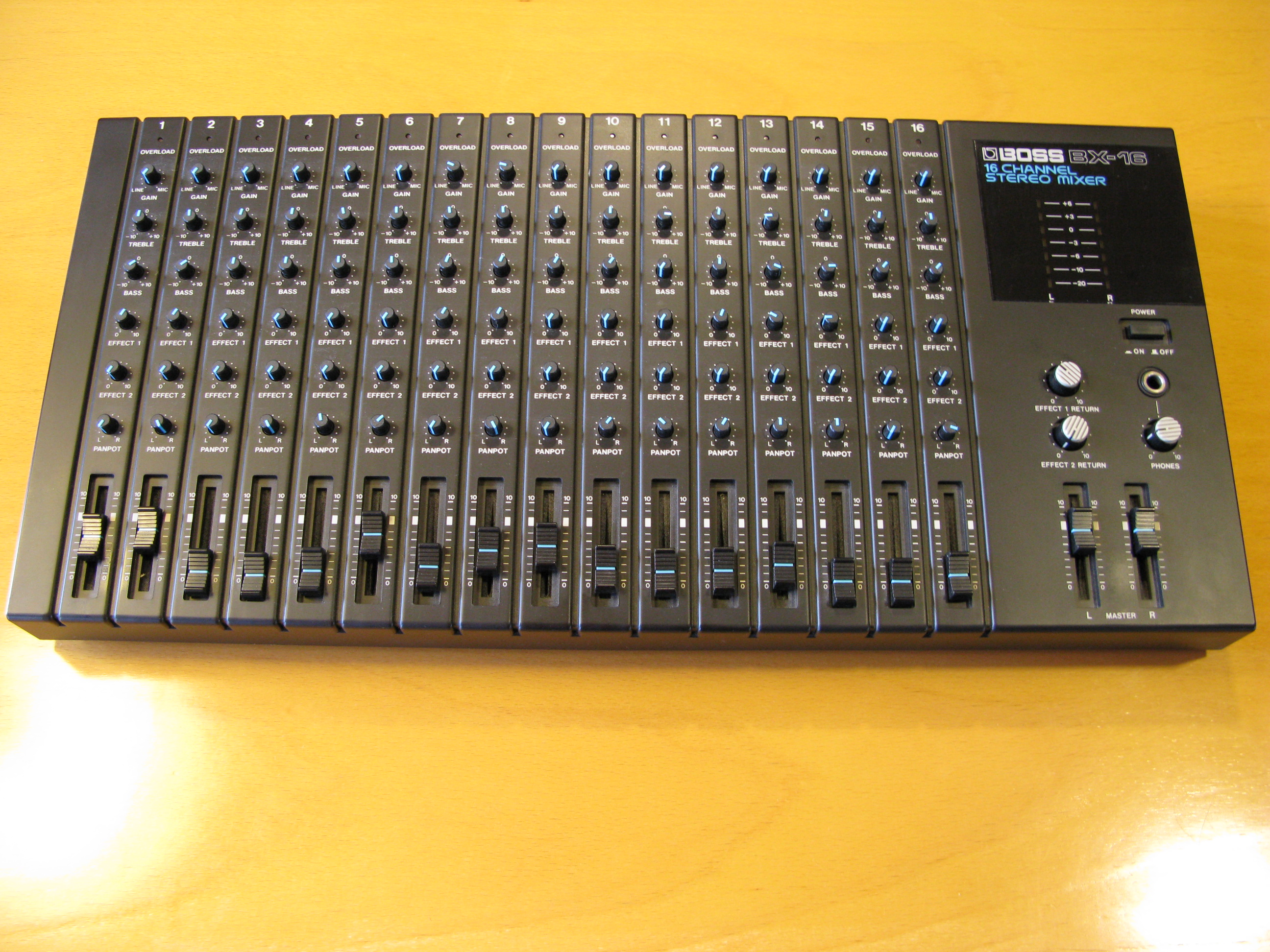
Table de mixage Boss
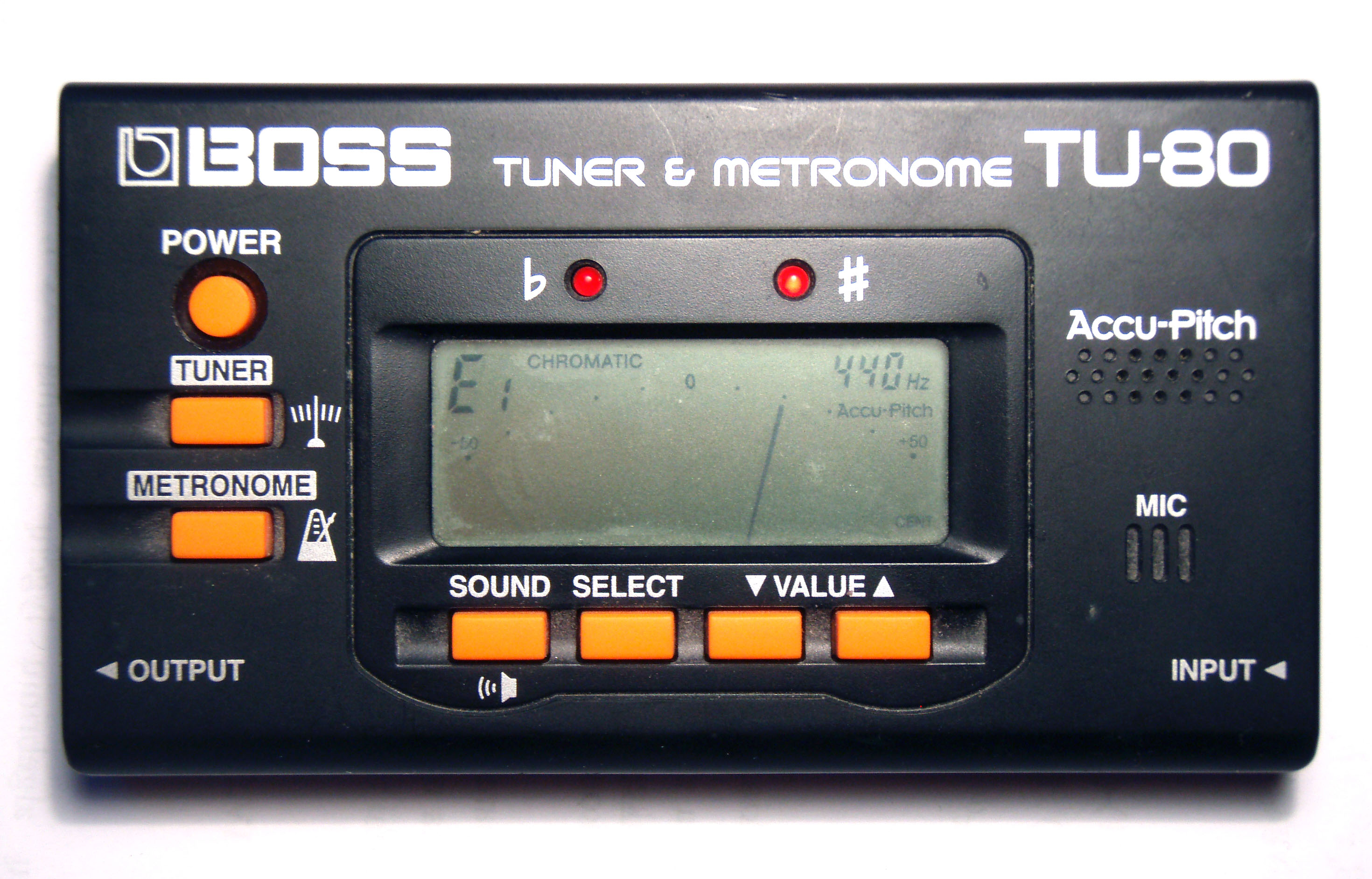
Accordeur et métronome